# Nora (1944)
Nora ist ein deutscher Spielfilm aus dem Jahre 1943, frei nach dem gleichnamigen Bühnenstück von Henrik Ibsen aus dem Jahre 1879. Unter der Regie von Harald Braun spielte Luise Ullrich die Titelrolle.

## Handlung
Nora und Robert Helmer sind ein glückliches Ehepaar. In der Kleinstadt Aalsen hat der Rechtsanwalt sich eine eigene Praxis aufgebaut, träumt aber davon, eines Tages groß ins Bankgeschäft einsteigen zu können. Nach einem Ausflug, auf dem sie von der Flut überrascht werden, kommen die Helmers völlig durchnässt nach Hause. Dort erwartet sie bereits der Hausfreund Dr. Rank mit einer erfreulichen Nachricht: Robert soll in der Kreisstadt Oldenförde zum Bankdirektor ernannt werden. Doch plötzlich erkrankt er schwer. Von heftigen Fieberschüben geplagt, muss er lange Zeit das Bett hüten. Trotz allmählicher Genesung ist, so wird ihm von kompetenter Seite versichert, die Gefahr noch längst nicht vorüber. Robert solle, so rät man ihm, unbedingt eine Erholungsreise in den Süden antreten. Doch die Finanzen im Hause Helmer sind derzeit ziemlich knapp. Da erinnert sich Nora an das von ihrem adeligen, wohlhabenden Vater mehrfach unterbreitete Angebot, ihr finanziell unter die Arme zu greifen, sollte sie einmal unter Geldnöten leiden. Jetzt ist der Moment gekommen. Während Nora ins Elternhaus heimfährt, reist Robert schon einmal vor und beide verabreden sich für den nächsten Tag in Hamburg.
In ihrem Elternhaus angekommen, ist Noras Vater aushäusig. Dessen Vermögensverwalter Brack regelt die Angelegenheit so, dass er Nora einen Schuldschein ausstellt, den ihr bald zurück erwarteter Vater nur noch unterzeichnen müsse. Doch dieser kommt auch am nächsten Tag nicht und Noras Zeit wird knapp. Ihr Mann wartet auf sie in Hamburg. Daraufhin fälscht Nora ihres Vaters Unterschrift und reist ab. Sie kann nicht ahnen, dass ihr Vater kurz zuvor bei einem Jagdunfall ums Leben kam. Eine schriftliche Entschuldigung an Brack legt sie zurück. Auf der Erholungsreise gesundet Robert endgültig und kann schließlich die neue Stelle antreten. Als sich Vermögensverwalter Brack bei ihm eines Tages um einen Verwaltungsratposten bewirbt, lehnt Robert ihn wegen einer dubiosen Tat in seiner Vergangenheit ab. Brack, der bei Noras Abreise ihre Fälschung gedeckt hat und den von ihr deswegen geschriebenen Entschuldigungsbrief sicher verwahrt, sieht jetzt die Gelegenheit gekommen, Nora unter Druck zu setzen, damit sie auf ihren widerspenstigen Gatten Einfluss nehme. Nora, die ihrem Mann nichts von ihrer Fälschung aus Zeitnot erzählt hatte, wendet sich in ihrer Verzweiflung an Hausfreund Dr. Rank.
Dieser rät ihr, Robert schnellstmöglich alles zu beichten. Da ihr Gatte jedoch ein Mann fester Grundsätze und starrer Prinzipien ist und er ihr Verhalten zutiefst missbilligen würde, sieht sie davon ab. Stattdessen versucht sie, auf Robert einzuwirken, dass dieser Brack doch noch einstelle. Helmer ist sehr verwundert über Noras zunehmende Nervosität in letzter Zeit. Auf einer Abendgesellschaft erscheint Brack ebenso plötzlich wie uneingeladen. Er begegnet dort zu seiner größten Überraschung Roberts Mutter Helene, die einst seine Geliebte war und die er schmählich im Stich gelassen hatte. Daraufhin verlässt Brack fluchtartig die Festivität. Nora entschließt sich nun doch, Robert die ganze Wahrheit zu sagen. Es kommt zu einer schweren Auseinandersetzung, bei der sich Robert ebenso enttäuscht wie Nora zutiefst gekränkt fühlt. Völlig aufgelöst, fährt sie zu Dr. Rank. Dieser hatte schon immer mehr Gefühle für die Frau seines besten Freundes als gut tut. Er bittet sie darum, ihn bei einer geplanten Weltreise zu begleiten. Er sei schwer krank und habe wohl nur noch ein halbes Jahr zu leben. Nora lehnt ab, zu stark sind noch immer die Gefühle für ihren Mann. Sie kehrt nach Alsen zurück, während Robert von Rank erfährt, dass Noras Fehlverhalten stets nur aus Liebe zu ihm geschah. Robert fährt Nora nach und sucht die Versöhnung, da der Erhalt seiner Ehe ihm wichtiger als alles erscheint. Inzwischen hat Helene Brack aufgesucht und redet ihm erfolgreich ins Gewissen. Von der alten Schuld ihr gegenüber geplagt, lässt er von seinem Druckmittel gegen Nora ab und verlässt die Stadt.

## Produktionsnotizen
Nora wurde vom 5. April bis Ende Mai 1943 (Atelieraufnahmen) und von Anfang Juni bis Mitte Juli 1943 (Außenaufnahmen) gedreht. Letztere entstanden im Glienicker Park (Berlin), im Potsdamer Forst, im Wattenmeer an der Nordsee sowie in Husum und Umgebung. Die Uraufführung fand am 14. Februar 1944 in einem festlichen Rahmen im Salzburger Festspielhaus statt. In Berlin lief Nora exakt einen Monat später an. Noch im selben Jahr konnte man Nora auch in Dänemark und Schweden sehen.
Für die Verfilmungsrechte zahlte die Ufa 30.000 RM.
Fritz Thiery übernahm neben der Herstellungsgruppenleitung auch die Herstellungs- und Produktionsleitung. Emil Hasler und Walter Kutz schufen die Filmbauten. Von Manon Hahn stammen die Kostümentwürfe.
Die Herstellungskosten betrugen 1.109.000 RM, bis Mai 1944 betrug das Einspielergebnis 426.000 RM.
Bei diesem Film handelt es sich um die zweite deutsche Nora-Verfilmung. Bereits 1922 hatte Theaterregisseur Berthold Viertel eine Stummfilmfassung inszeniert, in der Olga Tschechowa die Titelrolle verkörperte.

## Kritiken
Die zeitgenössischen Kritiken kamen zu völlig anderen Bewertungen als die Nachkriegskritik, die in dieser sehr freien Ibsen-Adaption oft nur ein Zeichen für die „innere Emigration“ der beteiligten Kulturschaffenden sah. Drei Beispiele aus drei Jahrzehnten:
Im Illustrierten Film-Kurier heißt es: …der große Gefühlsroman des Werkes ist mit seiner ganzen Substanz, mit allen wesentlichen dramatischen Akzenten im Film erhalten geblieben – wenn auch die Einzelheiten oft ein anderes Gesicht tragen als das Schauspiel Ibsens.
In Heinrich Fraenkels Unsterblicher Film ist zu lesen: „Eine der faszinierenden Frauengestalten aus den Bühnenwerken des norwegischen Dichters ist Nora, in deren Wesen so viele „unverstandene“ Frauen ihre Rechtfertigung suchten. In der Verfilmung konnte demnach Harald Braun den allezeit gültigen Stoff ohne weiteres „modernisieren“ und ihn in das Milieu einer norddeutschen Kleinstadt verlegen.“
Das Lexikon des Internationalen Films schrieb: Grobe Verfälschung des gleichnamigen gesellschaftskritischen Dramas von Henrik Ibsen zu einem vom gepflegten Ufa-Stil inszenierten, happyendenden Rührstück. Ansehnliche Schauspielerleistungen.